# Incontri internazionali di rugby a 15 di metà anno 2008
Nel rugby a 15 è tradizione, tra maggio e luglio una serie di test, che comprendono una serie di incontri tra le squadre dell'emisfero nord in tour all'emisfero sud. Con "Down Under Tour" sono indicati proprio i tour che si svolgono nell'emisfero australe tra maggio e luglio, in particolare ad opera delle squadre dell'emisfero nord.

## Avvenimenti
Nel 2008, solo due squadre europee riescono a vincere all'emisfero sud. Sono la Scozia e l'Italia che superano l'Argentina in grande fase di rinnovamento.

## Il tour dei Barbarians
Come antuipasto, vi fu il classico tour dei Barbarians
| Bruxelles 24 maggio 2008 | Belgio XV | 10 – 84 | Barbarians | Stadio Re Baldovino |

| Gloucester 27 maggio 2008 | Irlanda XV | 39 – 14                                  | Barbarians | Kingsholm Stadium |
| \| \| \| \| \| mete: Bowe, Heaslip (2) Horgan (2) trasf.: Wallace (4) c.p.: Wallace (2) \| Marcatori \| mete: Newby Wannenburg trasf.: Hewat (2) \| |            |                                          |            |                   |
| |            |                                          |            |                   |
| mete: Bowe, Heaslip (2) Horgan (2) trasf.: Wallace (4) c.p.: Wallace (2)                                                                            | Marcatori  | mete: Newby Wannenburg trasf.: Hewat (2) |            |                   |

| Londra 1º giugno 2008 | Inghilterra XV | 17 – 14                                  | Barbarians | Twichenham |
| \| \| \| \| \| mete: Bowe, Heaslip (2) Horgan (2) trasf: Wallace (4) c.p.: Wallace (2) \| Marcatori \| mete: Newby, Wannenburg trasf: Hewat (2) \| |                |                                          |            |            |
| |                |                                          |            |            |
| mete: Bowe, Heaslip (2) Horgan (2) trasf: Wallace (4) c.p.: Wallace (2)                                                                            | Marcatori      | mete: Newby, Wannenburg trasf: Hewat (2) |            |            |

## Galles in Sudafrica
Due sconfitte per i Gallesi in terra sudafricana
| Bloemfontein 7 giugno 2008 | Sudafrica | 43 – 17 | Galles |  |

| Pretoria 14 giugno 2008 | Sudafrica | 37 – 21 | Galles |  |

## Irlanda in Nuova Zelanda e Australia
Anche nel 2008 l'Irlanda, come già due anni prima, disputa due ottime partite, ma non riesce a conquistarne nessuna.
| Wellington 7 giugno 2008 | Nuova Zelanda | 22 – 11 | Irlanda |  |

| Melbourne 14 giugno 2008 | Australia | 18 – 12 | Irlanda |  |

## Scozia in Argentina
La Scozia, vendica l'eliminazione nei quarti del mondiale 2007, battendo l'Argentina nel secondo test. Va detto che i "Pumas" erano privi di molti giocatori impegnati nelle finali del campionato francese e quindi erano giocoforza in campo con una squadra sperimentale e assai rinnovata, dopo l'abbandono dei giocatori più anziani al termine del mondiale.
| Rosario 7 giugno 2008 | Argentina | 21 – 15 | Scozia |  |

| Buenos Aires 14 giugno 2008 | Argentina | 14 – 26 | Scozia |  |

## Inghilterra in Nuova Zelanda
| Auckland 14 giugno 2008 | Nuova Zelanda | 37 – 20 | Inghilterra | Eden Park |

| Christchurch 21 giugno 2008 | Nuova Zelanda | 44 – 12 | Inghilterra | Carisbrook |

## Italia in Sudafrica e Argentina
Nel primo match, l'Italia di Nick Mallett disputa una partita di assoluto contenimento: limita in danni in difesa, ma non costruisce nulla in attaccao, come dimostra lo "zero" nel punteggio.
Il successo arriva all'ultimo minuto con l'Argentina. Un risultato di prestigio. Conseguito anche grazie alla presenza dei giocatori assenti nella prima partita in quanto impegnati nel campionato francese.
| Città del Capo 21 giugno 2008 | Sudafrica | 26 – 0 | Italia |  |

| Córdoba 28 giugno 2008 | Argentina | 12 – 13 | Italia |  |

## Francia in Australia
Pesantissime sconfitte per la Francia in Australia. I francesi arrivano senza molti giocatori impegnati nelle finali del campionato francese. Questo scatena le proteste ufficiali della federazione australiana all'International Rugby Board
| Sydney 28 giugno 2008 | Australia | 34 – 13 | Francia |  |

| Brisbane 5 luglio 2008 | Australia | 40 – 10 | Francia |  |

## France Amateurs in Est Europa
Una selezione francese dei migliori giocatori delle leghe semiprofessionistiche visita Russia ed Ucraina	
| Kiev 31 agosto 2008 | Ucraina | 0 – 42 | Francia Amateurs |  |

| Mosca 5 settembre 2008 | Russia | 28 – 19 | Francia Amateurs |  |